# Boris Liapounov
Boris Mikhaïlovitch Liapounov (en russe : Бори́с Миха́йлович Ляпуно́в), né le 25 juillet 1862 (6 août dans le calendrier grégorien) à Bolobonovo (ouïezd de Kourmych, gouvernement de Simbirsk, Empire russe) et mort le 22 février 1943 à Borovoïe (oblast d'Akmola, République socialiste soviétique kazakhe, URSS) est un linguiste russe puis soviétique, spécialiste des langues slaves. Il est académicien de l'Académie des sciences d'URSS (1923).

## Biographie
Il naît dans la propriété familiale de Bolobonovo, dans le gouvernement de Simbirsk (actuel raïon de Pilna, dans l'oblast de Nijni Novgorod).
Il est le fils de l'astronome Mikhaïl Liapounov et le frère cadet du mathématicien Alexandre Liapounov et du compositeur Sergueï Liapounov.
Il est diplômé de l'université impériale de Saint-Pétersbourg (1885), puis devient professeur à l'université de Nouvelle-Russie à Odessa (1901-1924) et à l'université d'État de Léningrad (1924-1929). Il est membre correspondant de l'Académie des sciences de Saint-Pétersbourg (1907), académicien de l'Académie des sciences d'URSS (1923) et de l'Académie des sciences de Pologne (1930), et membre correspondant de l'Académie des sciences de Bulgarie (1932) et de l'Académie des sciences de Tchécoslovaquie (1934). 
Il meurt en 1943 après avoir été évacué à Borovoïe, au Kazakhstan soviétique, où il est enterré.

## Œuvre
Élève d'Alexandre Potebnia et de Vatroslav Jagić (en), Boris Liapounov est également disciple d'Alexeï Chakhmatov. Il se spécialise dans l'histoire de la langue russe et dans la grammaire comparée, l'étymologie, la dialectologie et la lexicographie des langues slaves. Liapounov est notamment connu pour avoir défendu l'existence, aujourd'hui admise, d'une langue proto-slave qui aurait donné naissance au continuum linguistique slave avec ses caractéristiques phonétiques et morphologiques propres, rejetant par là même l'idée d'une coexistence de trois protolangues à l'origine des trois branches du groupe slave (proto-slave occidental, etc.). Liapounov applique par la suite les principes de la géographie linguistique à cet espace proto-slave. 

## Quelques publications de fond
- Исследования о языке синодального списка 1-й Новгородской летописи. — СПб., 1899. Вып. 1 [Études sur la langue de la liste synodale de la Première chronique de Novgorod, Saint-Pétersbourg, 1899, 1re édition];
- Формы склонения в старославянском языке. — Одесса, 1905 [Formes de déclinaison en slavon, Odessa, 1905];
- Из наблюдений над языком древнерусских и старославянских памятников // Zbornik u slavu Vatroslava Jagića. [D'après des observations sur la langue des anciens documents en vieux russe et en vieux slave], B., 1908. — pp. 675-680;
- «Единство русского языка в его наречиях» [L'unité de la langue russe dans ses dialectes] (1919)